# Хрусцина (Нижньосілезьке воєводство)
Хрусцина (пол. Chróścina) — село в Польщі, у гміні Ґура Ґуровського повіту Нижньосілезького воєводства.
Населення — 574 особи (2011).
У 1975-1998 роках село належало до Лешненського воєводства.

## Демографія
Демографічна структура станом на 31 березня 2011 року:
|          | Загалом | Допрацездатний вік | Працездатний вік | Постпрацездатний вік |
| -------- | ------- | ------------------ | ---------------- | -------------------- |
| Чоловіки | 305     | 81                 | 200              | 24                   |
| Жінки    | 269     | 60                 | 150              | 59                   |
| Разом    | 574     | 141                | 350              | 83                   |